# Wieża (Gryfów Śląski)

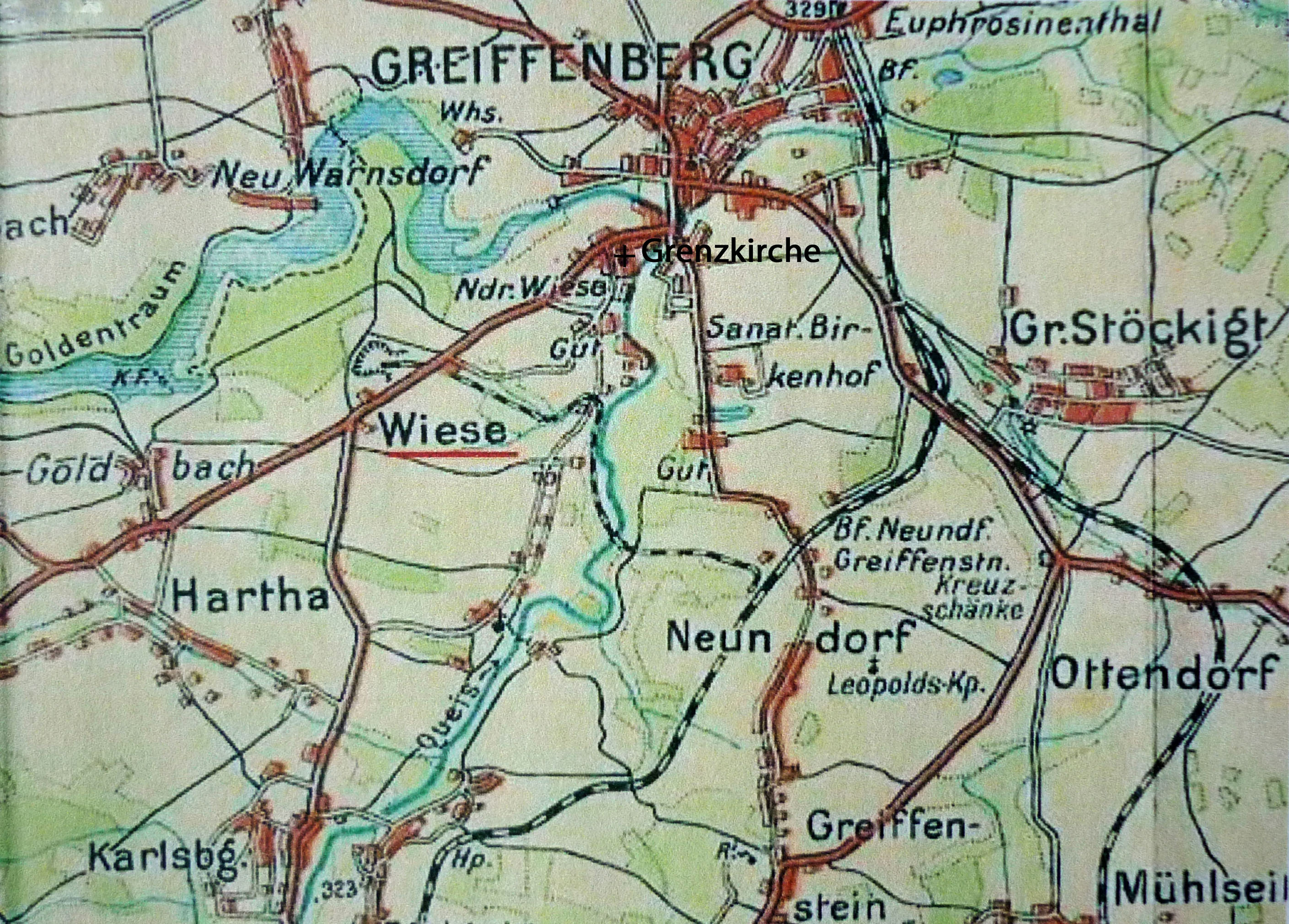
Lage von Wiesa mit Grenzkirche

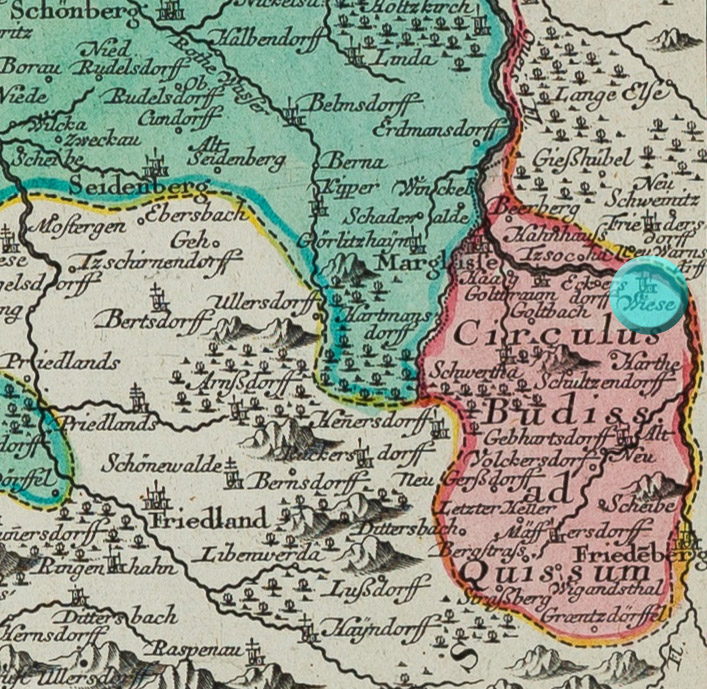
Wiesa am Queis-Knie (grünlicher Kreis) im Südosten der Oberlausitz um 1730 (rot: Budissiner Queiskreis; grün: Görlitzer Kreis; gestrichelte Linie: Grenze der Oberlausitz; weiß: Habsburgermonarchie: Schlesien und Böhmen); Fluss am unteren und linken Rand: Wittig

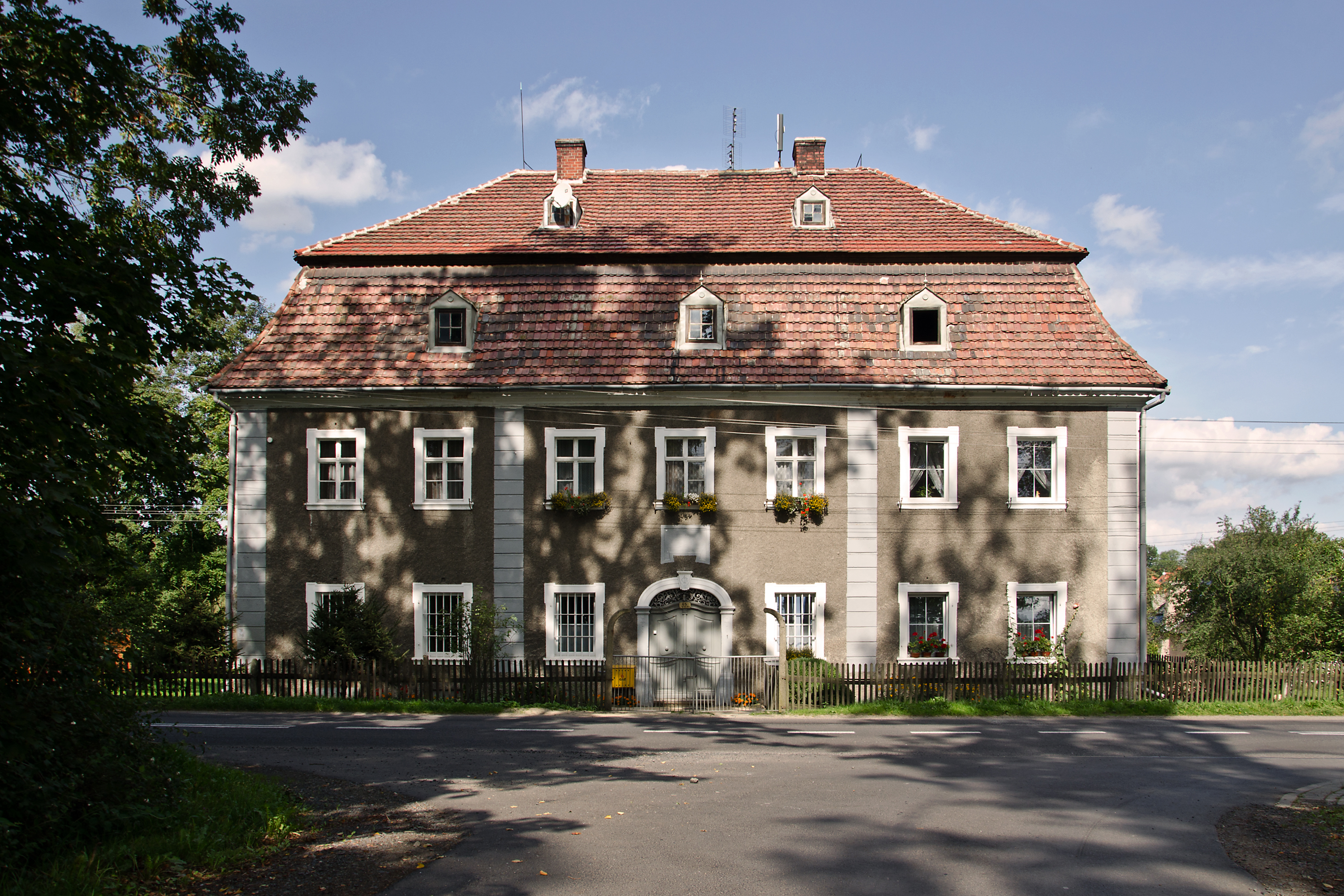
Wohnhaus in Wiesa (1780)

Wieża (deutsch Wiesa) ist ein Ort in der Landgemeinde Gryfów Śląski (Greiffenberg) im Powiat Lwówecki (Löwenberg) in der Woiwodschaft Niederschlesien in Polen. Die Streusiedlung, bestehend aus Nieder Wiesa („Nieder-Wiesa“, auch „Niederwiese“) und (Ober) Wiesa (auch „Wiese“), liegt auf einer Höhe von 315 bis 330 m am linken Ufer des Queis gegenüber von Gryfów Śląski.
In den Jahren 1975 bis 1998 gehörte der Ort zur Woiwodschaft Jelenia Góra.

## Name
In der Chronik Liber fundationis episcopatus Vratislaviensis (Zehntregister des Bistums Breslau), geschrieben 1295 bis 1305 unter Fürstbischof Heinrich von Würben († 1319) wird der Ort in der latinisierten Form als „Wes“ erwähnt.

## Geschichte
Wiesa lag im Budissiner Queiskreis, deren Grundherren meist unmittelbar dem Lehnhof und dem Hofgericht in Bautzen unterstellt waren. Der Ort liegt im Südosten der historischen Oberlausitz linksseitig an einer Flussbiegung des Grenzflusses Queis und wurde vermutlich in der zweiten Hälfte des 13. Jahrhunderts gegründet. Das älteste Dokument, das den Namen nennt, stammt von 1346. Lange Zeit gehörte das Dorf zur Burg Tzschocha und stand unter der Herrschaft der Adelsfamilien Nostitz und Uechtritz. 1497 wurde der Ort von der Pest heimgesucht.
Nordöstlich des Dorfes, am rechten Queisufer, liegt die Stadt Greiffenberg, die zum Schlesischen Herzogtum Jauer gehörte. Im Spätmittelalter waren beide Seiten, sowohl das Markgraftum Oberlausitz als auch die Herzogtümer Schlesiens, Länder der Böhmischen Krone. Nach der Reformation gab es auf beiden Seiten Lutheraner und Angehörige des römisch-katholischen Glaubens. Nach dem Tod des Königs Ludwig II. von Böhmen und Ungarn in der Schlacht von Mohács wählten die böhmischen Stände Ferdinand I. zum König von Böhmen, der dadurch auch Landesherr der Oberlausitz wurde. Die Habsburger trieben die Gegenreformation voran, griffen jedoch in der Oberlausitz nicht ein. Ganz im Gegensatz dazu wurden durch Ferdinand II. die Schlesischen Herzogtümer nach der Schlacht am Weißen Berg ab 1620 in zunehmendem Maße rekatholisiert.
Der letzte evangelische Großgrundbesitzer im Herzogtum Schweidnitz-Jauer, Hans Ulrich von Schaffgotsch, verlor schon 1634 seine Besitzungen und wurde im darauf folgenden Jahr hingerichtet. Durch den Prager Frieden fiel die Oberlausitz 1635 an das evangelische Kurfürstentum Sachsen, während es nur wenige Zugeständnisse an die Lutheraner im weiterhin von den Habsburgern regierten Schlesien gab. Dadurch wurde der Fluss Queis zunehmend auch zur Glaubensgrenze, woran auch die Beschlüsse des Westfälischen Friedens nach dem Ende des Dreißigjährigen Krieges wenig änderten. Viele ehemalige böhmische Exulanten aus Gebhardsdorf besuchten die Kirche und ließen ihre Kinder hier taufen. 
Nach einigem Hin und Her wurde die Pfarrkirche in Greiffenberg durch eine kaiserlich-bischöfliche Reduktionskommission endgültig römisch-katholisch. Das Kommissionsmitglied Sebastian von Rostock, Fürstbischof von Breslau, weihte die Kirche zu Ehren der Heiligen Hedwig von Andechs und setzte einen Zisterziensermönch aus dem Kloster Grüssau als Pfarrer ein.
Trotz allem blieben rund 80 % der Einwohner von Greiffenberg Lutheraner. Für diese wurde aus der seit etwa 1526 evangelischen Kirche im oberen Ortsteil (Ober) Wiesa 1653 eine Zufluchtskirche. Im Jahre 1669 wurde unmittelbar an der Grenze zum schlesischen Fürstentum Jauer an der Flussbiegung des Queis auf dem so genannten Kirchenplan die evangelische Grenzkirche Nieder Wiesa errichtet und geweiht, vor allem für Bewohner der Stadt Greiffenberg. Zur Kirche hielten sich sieben schlesische Städte und 87 Dörfer bis auf sieben Meilen Entfernung. Um 1720 gingen auch zahlreiche Böhmische Exulanten aus der Umgebung wie Stöckigt (bis 1910 Stöckigt-Liebenthal) und des sächsischen Gebhardsdorf in die Grenzkirche nach Nieder Wiesa, weil dort der „eifrige“ Prediger Schwendler zu den „neuen Böhmen“ über die Erweckung sprach. 1730 bis 1733 wurde die Kirche durch eine steinerne ersetzt und in Kreuzform erbaut. Nach 1741 ging der rege Zuspruch zurück, der Kirchsprengel reduzierte sich. Die Parochie Nieder Wiesa gehörte zur Diözese Löwenberg II.
Nach den Beschlüssen des Wiener Kongresses 1815 kamen nördliche und östliche Teile der Oberlausitz an Preußen, so auch Wiesa mit dem kompletten Queiskreis. Da Greiffenberg schon in Folge des Ersten Schlesischen Krieges 1742 an Preußen kam, war der Queis nun keine Landesgrenze mehr. In den folgenden Jahren kam Wiesa zum Landkreis Lauban im Regierungsbezirk Liegnitz und die preußische Oberlausitz wurde verwaltungstechnisch in die Provinz Schlesien eingegliedert. In dieser Zeit hatte das Dorf Wiesa mit dem dazugehörigen Kirchenplan (Nieder) Wiesa etwas über 400 Einwohner. 1845 gibt Knie für Wiesa 459 Einwohner (davon 7 katholisch) und für Nieder Wiesa (Kirchplan mit Pfarrhaus und Schulgebäude) 24 evangelische Einwohner an. In der fünften Auflage von Meyers Orts- und Verkehrslexikon von 1912 sind wieder unter 400 Einwohner und 14 für den Kirchplan angegeben, sowie eine Ziegelei und ein eigenes Standesamt. Die Ziegelei existierte schon seit mindestens 1894.
Bei der Teilung der Provinz Schlesien 1919 kam Wiesa zur Provinz Niederschlesien mit der Hauptstadt Breslau. Dort blieb es auch mit einer kurzen Unterbrechung (1938–1941) bis 1945. Im Jahre 1937 wurde Wiesa in Wiese umbenannt. Am Ende des Krieges hatte der Ort 447 Einwohner. Seit 1945 gehört der Ort zu Polen und heißt nun Wieża. Am 8. Mai 1946 wurde die obere Kirche durch einen Brand vernichtet und im Jahre 1949 auch die Grenzkirche Nieder Wiesa.

## Grenzkirche Nieder Wiesa

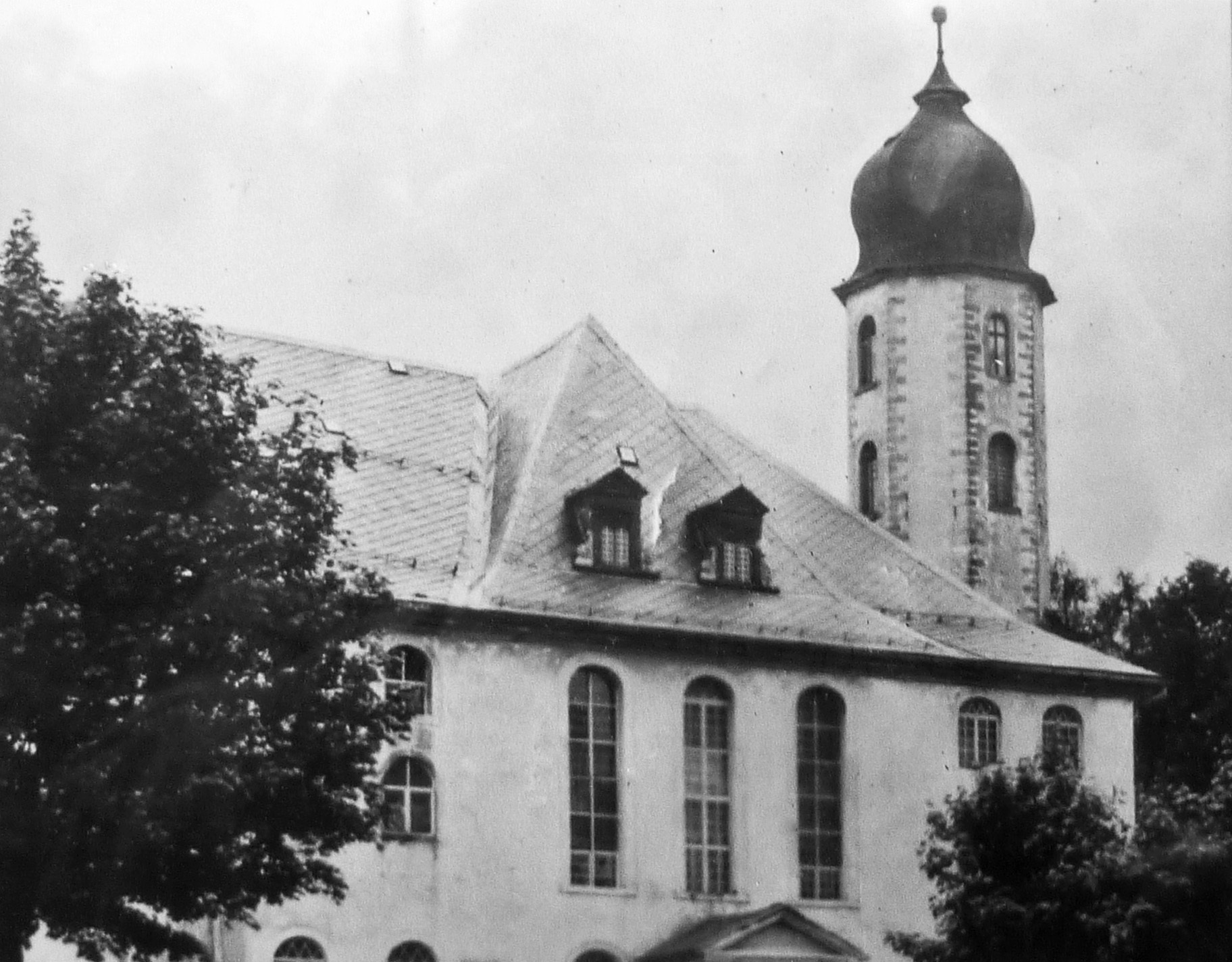
Ehemalige Grenzkirche in Nieder Wiesa

Unterhalb des Ortes Wiesa und dicht an der Brücke nach Greiffenberg wurde auf dem Kirchenplan ab 1668 eine Grenzkirche für die Lutheraner aus Schlesien errichtet. Die Einwilligung dazu erteilte der Sächsische Kurfürst Johann Georg II. Der Plan für die Holzkirche kam aus Dresden, der ortsansässige Zimmermann Hans Bischoff übernahm die Bauleitung. Da zunächst ein Pastor fehlte, wurde die Kirche erst am 19. Mai 1669 geweiht und bei den Gottesdiensten wechselten sich Pfarrer und Diakon der alten Kirche von (Ober) Wiesa ab. Als erster Pfarrer für Nieder Wiesa wurde dann am 5. Oktober des Jahres der vom Wittenberger Professor Abraham Calov ordinierte Caspar Tornau (1636–1701) durch den Grundherren Christoph von Nostitz auf Tzschocha (1607–1691) berufen. Da aufgrund der vielen Kirchgänger Sonntags bald zwei Gottesdienste abgehalten werden mussten und außerdem noch Schulunterricht und Amtshandlungen zu erledigen waren, wurde bald auch eine zweite Pfarrstelle eingerichtet. 1676 bekam die neue Kirche eine Orgel und zu Weihnachten 1684 wurde die in Liegnitz gegossene Glocke erstmals geläutet. 1696 begann man mit dem Bau eines steinernen Turms, in dem die Glocke dann aufgehängt wurde. Da die hölzernen Säulen bald faulten, wurde die Grenzkirche von 1730 bis 1733 in eine steinerne umgebaut, die in dieser Form bis 1945 existierte.
Das Königliche Oberamt in Jauer versuchte mit verschiedenen Mitteln, unter anderen auch mit Androhung einer Geldstrafe von 100 Gulden, den Grenzübertritt von Schlesien nach Sachsen zum Kirchgang zu verhindern. Erst mit der Herrschaft der Preußen über weite Teile Schlesiens ab 1742 gab es diese Probleme nicht mehr, obwohl natürlich trotzdem noch ein Grenzübertritt auf dem Weg zur Kirche nötig war. Von Januar bis September 1748 war Johann Christoph Altnikol, der spätere Schwiegersohn von Johann Sebastian Bach, hier Organist und Musiklehrer. Bei einem großen Fest zum hundertsten Jahrestag der Einweihung der Grenzkirche läuteten alle Kirchenglocken in Wiesa und Greiffenberg, auch die der katholischen Kirchen. Seit 1815 wurde der Queiskreis preußisch und die Landesgrenze fiel weg.
Da die erste Glocke von 1684 zu klein und zu leise war und man, insbesondere bei Begräbnissen, die Glocken der katholischen Kirche in Greiffenberg gegen Bezahlung läuten lassen musste, beschloss man eine Erweiterung auf drei Glocken. In der Glockengießerei Pühler der Herrnhuter Brüdergemeine im rund 30 km nordöstlich liegenden Gnadenberg wurden 1850 zwei größere Glocken neu und die alte kleine Glocke umgegossen. Die Glocken hießen (von klein nach groß): Fides (Glaube), Spes (Hoffnung) und Charitas (Wohltätigkeit) und tragen oben die Umschrift „Gegossen von Christian Ludwig Puehler in Gnadenberg“.
| Name der Glocke | Bibelzitat vorn | Text vorn (Lukas 2,14)        | Text Rückseite | Daten                                     | Bemerkungen                                                                   |
| --------------- | --------------- | ----------------------------- | --- | ----------------------------------------- | ----------------------------------------------------------------------------- |
| Fides           | Lukas 2,14      | Ehre sei Gott in der Höhe     | Anno 1684 schenkte M. Freiberger aus Greiffenberg, Wundarzt in N.-Ungarn, der Kirche zu Nierderwiesa die erste Glocke.                                                         |                                           | Verbleib unbekannt                                                            |
| Spes            | Hebräer 10,23   | Friede auf Erden              | Anno 1850 ward die erste Glocke durch freiwillige Gaben umgeschmolzen und zur dritten erweitert.                                                                               | g-Glocke, Masse 560 kg 0,99 m Durchmesser | Seit 1956 als Greffenberger Friedensglocke in der Auferstehungskirche Bamberg |
| Charitas        | Johannes 13,35  | den Menschen ein Wohlgefallen | Beiträge lieferten, außer auswärtigen Gönnern, die Gemeinden Greiffenberg, Nieder-Wiesa, Greiffenstein, Baumgarten, Mühlseiffen, Neundorf mit Birkigt, Steinbach und Stöckigt. |                                           | Verbleib unbekannt                                                            |

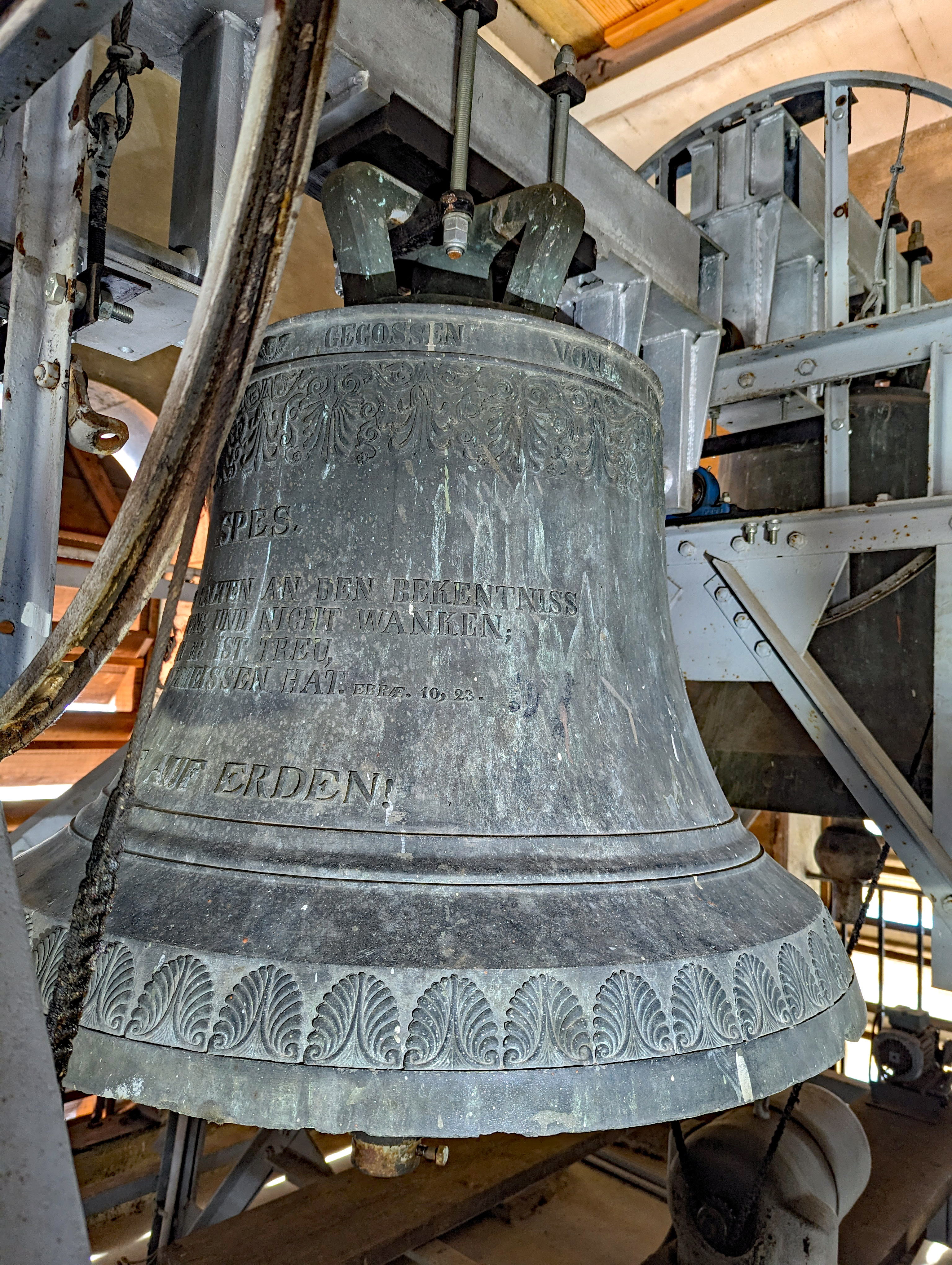
Die mittlere Glocke Spes hängt jetzt im Turm der Auferstehungskirche in Bamberg

Ab 1940 wurden Bronzeglocken als Metallspende des deutschen Volkes eingezogen und für Kriegszwecke eingeschmolzen. Die Glocke Spes blieb verschont und wurde nach 1945 auf einem Hamburger Glockenfriedhof gefunden. Sie kam zunächst zur evangelischen Gemeinde in Idstein im Taunus. Da viele einstige Bewohner Greiffenbergs in der Bamberger Gartenstadt ihre neue Heimat fanden, entstand die Idee, die Spes für den Turm der 1956 eingeweihten evangelischen Auferstehungskirche zu gewinnen. Nicht zuletzt durch den Einsatz des letzten Pfarrers der Grenzkirche Nieder Wiesa gelang das Vorhaben, und so wurde sie die erste Glocke der neuen Kirche in Bamberg.
Im Frühling 2014 wurden zufällig Epitaphien aus dem Pastorenfriedhof gefunden und in einem Lapidarium aufgestellt, das an die beiden ehemaligen evangelischen Kirchen im Ort erinnert.

## Wirtschaft
Der Ort ist durch die Landwirtschaft geprägt.
Bis zum Jahre 1945 existierte an der Straße nach Goldbach (Złoty Potok) ein Basalt-Steinbruch der „Schlesischen Basaltwerke in Wiesa bei Greiffenberg“.

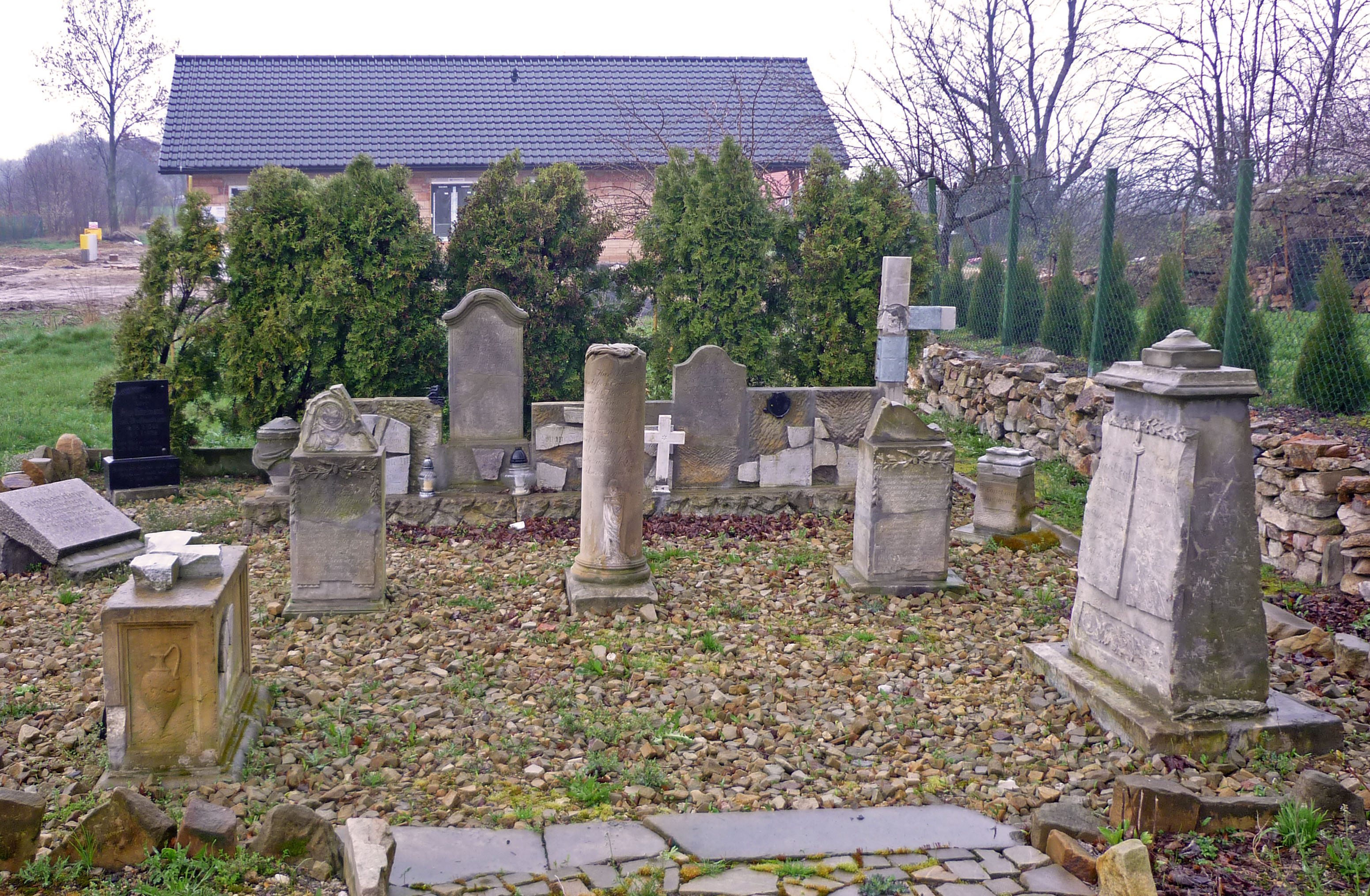
Lapidarium alter Grabsteine in Wieża

## Sehenswürdigkeiten
- ehemaliges Pfarrhaus aus dem Jahre 1780 (umgebaut am Anfang des 20. Jahrhunderts, heute ein Wohnhaus, ist im Register des polnischen Nationalen Kulturerbe-Instituts als Kulturdenkmal ausgewiesen)
- Lapidarium mit alten Grabsteinen (Auswahl):
  - Samuel Gottfried Weissig (1755–1816), Pfarrer
  - Günther Heyn (1918–1942)[17], Sohn des letzten Pfarrers Willi Heyn

## Persönlichkeiten

### Söhne und Töchter
- Gottlob Adolph (1685–1745), Kirchenlieddichter, Pfarrer und Archidiakon an der Gnadenkirche zu Hirschberg, Sohn des Diakons Christoph Adolph
- Carl Börner (1828–1905), Bildhauer, geboren in Nieder Wiesa

### Pastoren der Kirche in Nieder Wiesa (Auswahl)
- Caspar Tornau (1636–1701), erster Pastor der Kirche
- Christoph Adolph (1639–1698), Diakon der Kirche bis 1698
- Johann Christoph Schwedler (1672–1730), Diakon 1698–1701, Pastor 1701–1730
- Johann Christoph Tschanter (1683–1738)[18]
- Samuel Gottfried Weissig (* 8. Juni 1755 in Hirschberg; † 31. März 1816 in Nieder Wiesa)[19]
- Willi Heyn, von 1934 bis 1944 – letzter deutscher Pfarrer in Nieder Wiesa[20]

### Sonstige Persönlichkeiten
- Eugenio Casparini (eigentlich Eugen Johann Caspar) (1623–1706), wirkte als Orgelbauer in Italien, Tirol und Wien, verbrachte seine letzten Lebensjahre in Wiesa und verstarb hier 1706. Er war der Erbauer der ersten Sonnenorgel in der Pfarrkirche St. Peter und Paul in Görlitz, die heute nicht mehr existiert.